# Stefan Lauf
Stefan Lauf (* 22. Jänner 2002 in Kitzbühel) ist ein österreichischer Fußballspieler.

## Karriere
Lauf begann seine Karriere beim FC Kufstein. Zur Saison 2017/18 wechselte er nach Deutschland in die Jugend des TSV 1860 Rosenheim. Zur Saison 2018/19 schloss er sich den B-Junioren der SpVgg Unterhaching an. Zur Saison 2019/20 kehrte er wieder nach Österreich zurück und wechselte in die AKA Tirol, zudem wurde er für die viertklassigen Amateure seines Stammklubs WSG Tirol eingesetzt. Mit Tirol II stieg er zu Saisonende in die Regionalliga auf. Zur Saison 2020/21 rückte er in den Profikader des Bundesligisten.
Sein Debüt in der Bundesliga gab er im April 2021, als er am 26. Spieltag jener Saison gegen den FC Red Bull Salzburg in der Nachspielzeit für Nikolai Baden Frederiksen eingewechselt wurde. Dies blieb sein einziger Einsatz für die Wattener. Zur Saison 2021/22 wechselte er leihweise zum Zweitligisten FC Dornbirn 1913. Während der Leihe kam er zu 16 Einsätzen für Dornbirn in der 2. Liga.
Nach dem Ende der Leihe kehrte er zur Saison 2022/23 nicht mehr zur WSG zurück, sondern wechselte zum Tiroler Regionalligisten FC Kitzbühel.